# Vòng loại Giải vô địch bóng đá thế giới 2022 – Khu vực Nam Mỹ
Vòng loại Giải vô địch bóng đá thế giới 2022 khu vực Nam Mỹ đóng vai trò là vòng loại cho Giải vô địch bóng đá thế giới 2022, được tổ chức tại Qatar, dành cho các đội tuyển quốc gia là thành viên của Liên đoàn bóng đá Nam Mỹ (CONMEBOL). Tổng cộng có 4,5 suất vé (4 suất trực tiếp và 1 suất play-off liên lục địa) thi đấu trong vòng chung kết có sẵn cho các đội tuyển CONMEBOL. Quá trình vòng loại bắt đầu vào ngày 8 tháng 10 năm 2020 và kết thúc vào ngày 29 tháng 3 năm 2022. 

## Thể thức
Vào ngày 24 tháng 1 năm 2019, Hội đồng CONMEBOL đã quyết định duy trì cấu trúc vòng loại được sử dụng ở sáu giải lần trước. Mười đội tuyển sẽ thi đấu vòng tròn hai lượt trên sân nhà và sân khách.
Lịch thi đấu được xác định qua một buổi lễ bốc thăm được tổ chức vào ngày 17 tháng 12 năm 2019, lúc 10:00 PYST (UTC−3), tại khách sạn Hội nghị Bourbon Asunción ở Luque, Paraguay.
Ban đầu, Brasil và Argentina được bốc thăm vào vị trí số 4 hoặc số 5 trong lễ bốc thăm, nhằm tránh trường hợp có đội tuyển phải gặp cả hai đội này trong hai luợt trận đấu liên tiếp. Tuy nhiên, quyết định sau đó đã bị Hội đồng CONMEBOL bác bỏ vào ngày 16 tháng 11 năm 2019, khiến cho việc bốc thăm xếp lịch thi đấu hoàn toàn ngẫu nhiên.

## Các đội tuyển tham gia
Tất cả 10 đội tuyển quốc gia từ CONMEBOL được tham dự vòng loại. Những đội in đậm lọt vào World Cup, còn in nghiêng vào vòng play-off liên lục địa. 
| Vị trí bốc thăm | Đội tuyển |
| --------------- | --------- |
| 1               | Uruguay   |
| 2               | Colombia  |
| 3               | Perú      |
| 4               | Brasil    |
| 5               | Venezuela |
| 6               | Bolivia   |
| 7               | Paraguay  |
| 8               | Argentina |
| 9               | Chile     |
| 10              | Ecuador   |

## Lịch thi đấu
Các trận đấu vòng loại được tổ chức vào các ngày nằm trong Lịch thi đấu Trận đấu Quốc tế FIFA. Tổng cộng có 18 trận đấu: 8 trận vào năm 2020 và 10 trận vào năm 2021.
| Năm         | Lượt đấu                                              | Ngày                               | Lịch thi đấu                       |
| ----------- | ----------------------------------------------------- | ---------------------------------- | ---------------------------------- |
| 2020        | Lượt đấu 1                                            | 8 tháng 10 năm 2020                | 1 v 9, 2 v 5, 4 v 6, 7 v 3, 8 v 10 |
| 2020        | Lượt đấu 2                                            | 13 tháng 10 năm 2020               | 3 v 4, 5 v 7, 6 v 8, 9 v 2, 10 v 1 |
| 2020        | Lượt đấu 3                                            | 12 tháng 11 năm 2020               | 2 v 1, 4 v 5, 6 v 10, 8 v 7, 9 v 3 |
| 2020        | Lượt đấu 4                                            | 17 tháng 11 năm 2020               | 1 v 4, 3 v 8, 5 v 9, 7 v 6, 10 v 2 |
| 2021        |                                                       |                                    |                                    |
| Lượt đấu 5  | 10 tháng 10 năm 2021 (ban đầu là 25 tháng 3 năm 2021) | 2 v 4, 5 v 10, 6 v 3, 8 v 1, 9 v 7 |                                    |
| Lượt đấu 6  | 5 tháng 9 năm 2021 (ban đầu là 30 tháng 3 năm 2021)   | 1 v 6, 3 v 5, 4 v 8, 7 v 2, 10 v 9 |                                    |
| Lượt đấu 7  | 3 tháng 6 năm 2021                                    | 1 v 7, 3 v 2, 4 v 10, 6 v 5, 8 v 9 |                                    |
| Lượt đấu 8  | 8 tháng 6 năm 2021                                    | 2 v 8, 5 v 1, 7 v 4, 9 v 6, 10 v 3 |                                    |
| Lượt đấu 9  | 2 tháng 9 năm 2021                                    | 3 v 1, 5 v 8, 6 v 2, 9 v 4, 10 v 7 |                                    |
| Lượt đấu 10 | 9 tháng 9 năm 2021 (ban đầu là 7 tháng 9 năm 2021)    | 1 v 10, 2 v 9, 4 v 3, 7 v 5, 8 v 6 |                                    |
| Lượt đấu 11 | 7 tháng 10 năm 2021                                   | 1 v 2, 3 v 9, 5 v 4, 7 v 8, 10 v 6 |                                    |
| Lượt đấu 12 | 12 tháng 10 năm 2021                                  | 2 v 10, 4 v 1, 6 v 7, 8 v 3, 9 v 5 |                                    |
| Lượt đấu 13 | 11 tháng 11 năm 2021                                  | 1 v 8, 3 v 6, 4 v 2, 7 v 9, 10 v 5 |                                    |
| Lượt đấu 14 | 16 tháng 11 năm 2021                                  | 2 v 7, 5 v 3, 6 v 1, 8 v 4, 9 v 10 |                                    |
| 2022        |                                                       |                                    |                                    |
| Lượt đấu 15 | 27 tháng 1 năm 2022                                   | 2 v 3, 5 v 6, 7 v 1, 9 v 8, 10 v 4 |                                    |
| Lượt đấu 16 | 1 tháng 2 năm 2022                                    | 1 v 5, 3 v 10, 4 v 7, 6 v 9, 8 v 2 |                                    |
| Lượt đấu 17 | 24 tháng 3 năm 2022                                   | 1 v 3, 2 v 6, 4 v 9, 7 v 10, 8 v 5 |                                    |
| Lượt đấu 18 | 29 tháng 3 năm 2022                                   | 3 v 7, 5 v 2, 6 v 4, 9 v 1, 10 v 8 |                                    |

Vòng play-off liên lục địa được dự kiến sẽ được thi đấu vào tháng 3 năm 2022.

## Bảng xếp hạng
| VT | Đội       | ST | T  | H | B  | BT | BB | HS  | Đ  | Giành quyền tham dự   |     | Brasil | Argentina | Uruguay | Ecuador | Perú | Colombia | Chile | Paraguay | Bolivia | Venezuela |
| -- | --------- | -- | -- | - | -- | -- | -- | --- | -- | --------------------- | --- | ------ | --------- | ------- | ------- | ---- | -------- | ----- | -------- | ------- | --------- |
| 1  | Brasil    | 17 | 14 | 3 | 0  | 40 | 5  | +35 | 45 | FIFA World Cup 2022   |     |        | Hủy       | 4–1     | 2–0     | 2–0  | 1–0      | 4–0   | 4–0      | 5–0     | 1–0       |
| 2  | Argentina | 17 | 11 | 6 | 0  | 27 | 8  | +19 | 39 | FIFA World Cup 2022   |     | 0–0    |           | 3–0     | 1–0     | 1–0  | 1–0      | 1–1   | 1–1      | 3–0     | 3–0       |
| 3  | Uruguay   | 18 | 8  | 4 | 6  | 22 | 22 | 0   | 28 | FIFA World Cup 2022   |     | 0–2    | 0–1       |         | 1–0     | 1–0  | 0–0      | 2–1   | 0–0      | 4–2     | 4–1       |
| 4  | Ecuador   | 18 | 7  | 5 | 6  | 27 | 19 | +8  | 26 | FIFA World Cup 2022   |     | 1–1    | 1–1       | 4–2     |         | 1–2  | 6–1      | 0–0   | 2–0      | 3–0     | 1–0       |
| 5  | Perú      | 18 | 7  | 3 | 8  | 19 | 22 | −3  | 24 | Play-off liên lục địa |     | 2–4    | 0–2       | 1–1     | 1–1     |      | 0–3      | 2–0   | 2–0      | 3–0     | 1–0       |
| 6  | Colombia  | 18 | 5  | 8 | 5  | 20 | 19 | +1  | 23 |                       |     | 0–0    | 2–2       | 0–3     | 0–0     | 0–1  |          | 3–1   | 0–0      | 3–0     | 3–0       |
| 7  | Chile     | 18 | 5  | 4 | 9  | 19 | 26 | −7  | 19 |                       | 0–1 | 1–2    | 0–2       | 0–2     | 2–0     | 2–2  |          | 2–0   | 1–1      | 3–0     |           |
| 8  | Paraguay  | 18 | 3  | 7 | 8  | 12 | 26 | −14 | 16 |                       | 0–2 | 0–0    | 0–1       | 3–1     | 2–2     | 1–1  | 0–1      |       | 2–2      | 2–1     |           |
| 9  | Bolivia   | 18 | 4  | 3 | 11 | 23 | 42 | −19 | 15 |                       | 0–4 | 1–2    | 3–0       | 2–3     | 1–0     | 1–1  | 2–3      | 4–0   |          | 3–1     |           |
| 10 | Venezuela | 18 | 3  | 1 | 14 | 14 | 34 | −20 | 10 |                       | 1–3 | 1–3    | 0–0       | 2–1     | 1–2     | 0–1  | 2–1      | 0–1   | 4–1      |         |           |

1. ↑  Trận đấu giữa Brasil và Argentina đã phải hủy bỏ khi mới thi đấu được 5 phút do cảnh sát và cơ quan y tế Brasil xác nhận và phát hiện 4 cầu thủ Argentina đã vi phạm các quy tắc phòng chống dịch COVID-19.

## Các trận đấu

### Vòng 1
| Paraguay             | 2–2      | Perú                |
| -------------------- | -------- | ------------------- |
| - Á. Romero 66', 81' | Chi tiết | - Carrillo 52', 85' |

| Uruguay                               | 2–1      | Chile         |
| ------------------------------------- | -------- | ------------- |
| - L. Suárez 39' (ph.đ.) - Gómez 90+3' | Chi tiết | - Sánchez 54' |

| Argentina           | 1–0      | Ecuador |
| ------------------- | -------- | ------- |
| - Messi 13' (ph.đ.) | Chi tiết |         |

| Colombia                         | 3–0      | Venezuela |
| -------------------------------- | -------- | --------- |
| - Zapata 16' - Muriel 26', 45+3' | Chi tiết |           |

| Brasil                                                                   | 5–0      | Bolivia |
| ------------------------------------------------------------------------ | -------- | ------- |
| - Marquinhos 16' - Firmino 30', 49' - Carrasco 66' (l.n.) - Coutinho 73' | Chi tiết |         |

### Vòng 2
| Bolivia      | 1–2      | Argentina                      |
| ------------ | -------- | ------------------------------ |
| - Moreno 24' | Chi tiết | - L. Martínez 45' - Correa 79' |

| Ecuador                                        | 4–2      | Uruguay                                |
| ---------------------------------------------- | -------- | -------------------------------------- |
| - Caicedo 14' - Estrada 45+3', 52' - Plata 75' | Chi tiết | - L. Suárez 83' (ph.đ.), 90+5' (ph.đ.) |

| Venezuela | 0–1      | Paraguay      |
| --------- | -------- | ------------- |
|           | Chi tiết | - Giménez 85' |

| Perú                      | 2–4      | Brasil                                                     |
| ------------------------- | -------- | ---------------------------------------------------------- |
| - Carrillo 5' - Tapia 59' | Chi tiết | - Neymar 28' (ph.đ.), 83' (ph.đ.), 90+4' - Richarlison 64' |

| Chile                             | 2–2      | Colombia                  |
| --------------------------------- | -------- | ------------------------- |
| - Vidal 37' (ph.đ.) - Sánchez 41' | Chi tiết | - Lerma 6' - Falcao 90+1' |

### Vòng 3
| Bolivia                 | 2–3                             | Ecuador                                          |
| ----------------------- | ------------------------------- | ------------------------------------------------ |
| - Arce 37' - Moreno 60' | Report (FIFA) Report (CONMEBOL) | - B. Caicedo 46' - Mena 55' - Gruezo 88' (ph.đ.) |

| Argentina      | 1–1                             | Paraguay                |
| -------------- | ------------------------------- | ----------------------- |
| - González 41' | Report (FIFA) Report (CONMEBOL) | - Á. Romero 21' (ph.đ.) |

| Colombia | 0–3                             | Uruguay                                         |
| -------- | ------------------------------- | ----------------------------------------------- |
|          | Report (FIFA) Report (CONMEBOL) | - Cavani 5' - L. Suárez 54' (ph.đ.) - Núñez 73' |

| Chile            | 2–0                             | Perú |
| ---------------- | ------------------------------- | ---- |
| - Vidal 19', 34' | Report (FIFA) Report (CONMEBOL) |      |

| Brasil        | 1–0                             | Venezuela |
| ------------- | ------------------------------- | --------- |
| - Firmino 66' | Report (FIFA) Report (CONMEBOL) |           |

### Vòng 4
| Venezuela              | 2–1                             | Chile       |
| ---------------------- | ------------------------------- | ----------- |
| - Mago 9' - Rondón 81' | Report (FIFA) Report (CONMEBOL) | - Vidal 15' |

| Ecuador                                                                           | 6–1                             | Colombia                  |
| --------------------------------------------------------------------------------- | ------------------------------- | ------------------------- |
| - Arboleda 7' - Mena 9' - Estrada 32' - Arreaga 39' - Plata 78' - Estupiñán 90+1' | Report (FIFA) Report (CONMEBOL) | - Rodríguez 45+1' (ph.đ.) |

| Uruguay | 0–2                             | Brasil                         |
| ------- | ------------------------------- | ------------------------------ |
|         | Report (FIFA) Report (CONMEBOL) | - Arthur 33' - Richarlison 45' |

| Paraguay                           | 2–2                             | Bolivia                        |
| ---------------------------------- | ------------------------------- | ------------------------------ |
| - Á. Romero 19' (ph.đ.) - Kaku 72' | Report (FIFA) Report (CONMEBOL) | - Moreno 41' - B. Céspedes 45' |

| Perú | 0–2                             | Argentina                         |
| ---- | ------------------------------- | --------------------------------- |
|      | Report (FIFA) Report (CONMEBOL) | - González 17' - La. Martínez 28' |

### Vòng 7
| Bolivia                             | 3–1      | Venezuela        |
| ----------------------------------- | -------- | ---------------- |
| - Moreno 5', 83' - Di. Bejarano 60' | Chi tiết | - Chancellor 26' |

| Uruguay | 0–0      | Paraguay |
| ------- | -------- | -------- |
|         | Chi tiết |          |

| Argentina           | 1–1      | Chile         |
| ------------------- | -------- | ------------- |
| - Messi 23' (ph.đ.) | Chi tiết | - Sánchez 36' |

| Perú | 0–3      | Colombia                          |
| ---- | -------- | --------------------------------- |
|      | Chi tiết | - Mina 40' - Uribe 49' - Díaz 55' |

| Brasil                                   | 2–0      | Ecuador |
| ---------------------------------------- | -------- | ------- |
| - Richarlison 65' - Neymar 90+4' (ph.đ.) | Chi tiết |         |

### Vòng 8
| Ecuador       | 1–2      | Perú                        |
| ------------- | -------- | --------------------------- |
| - Plata 90+3' | Chi tiết | - Cueva 63' - Advíncula 88' |

| Venezuela | 0–0      | Uruguay |
| --------- | -------- | ------- |
|           | Chi tiết |         |

| Colombia                           | 2–2      | Argentina                |
| ---------------------------------- | -------- | ------------------------ |
| - Muriel 51' (ph.đ.) - Borja 90+4' | Chi tiết | - Romero 3' - Paredes 8' |

| Paraguay | 0–2      | Brasil                      |
| -------- | -------- | --------------------------- |
|          | Chi tiết | - Neymar 4' - Paquetá 90+3' |

| Chile        | 1–1      | Bolivia              |
| ------------ | -------- | -------------------- |
| - Pulgar 69' | Chi tiết | - Moreno 81' (ph.đ.) |

### Vòng 9
| Bolivia       | 1–1      | Colombia       |
| ------------- | -------- | -------------- |
| - Saucedo 83' | Chi tiết | - Martínez 69' |

| Ecuador                      | 2–0      | Paraguay |
| ---------------------------- | -------- | -------- |
| - Torres 88' - Estrada 90+5' | Chi tiết |          |

| Venezuela               | 1–3      | Argentina                                            |
| ----------------------- | -------- | ---------------------------------------------------- |
| - Soteldo 90+4' (ph.đ.) | Chi tiết | - La. Martínez 45+2' - J. Correa 71' - Á. Correa 74' |

| Perú        | 1–1      | Uruguay             |
| ----------- | -------- | ------------------- |
| - Tapia 25' | Chi tiết | - De Arrascaeta 29' |

| Chile | 0–1      | Brasil                |
| ----- | -------- | --------------------- |
|       | Chi tiết | - Éverton Ribeiro 64' |

### Vòng 6
Vòng thứ 6 được dời từ ngày 30 tháng 3 năm 2021 sang ngày 5 tháng 9 năm 2021 do số ca mắc COVID-19 tại Nam Mỹ tăng mạnh.
| Brasil | Đình chỉ thi đấu                | Argentina |
| ------ | ------------------------------- | --------- |
|        | Report (FIFA) Report (CONMEBOL) |           |

| Ecuador | 0–0      | Chile |
| ------- | -------- | ----- |
|         | Chi tiết |       |

| Uruguay                                                           | 4–2      | Bolivia                   |
| ----------------------------------------------------------------- | -------- | ------------------------- |
| - De Arrascaeta 15', 67' (ph.đ.) - Valverde 31' - A. Martínez 47' | Chi tiết | - Moreno 59', 84' (ph.đ.) |

| Paraguay     | 1–1      | Colombia             |
| ------------ | -------- | -------------------- |
| Sanabria 40' | Chi tiết | Cuadrado 53' (ph.đ.) |

| Perú      | 1–0      | Venezuela |
| --------- | -------- | --------- |
| Cueva 35' | Chi tiết |           |

### Vòng 10
| Uruguay       | 1–0                             | Ecuador |
| ------------- | ------------------------------- | ------- |
| Pereiro 90+2' | Report (FIFA) Report (CONMEBOL) |         |

| Paraguay                              | 2–1                             | Venezuela      |
| ------------------------------------- | ------------------------------- | -------------- |
| - D. Martínez 7' - Romero Gamarra 46' | Report (FIFA) Report (CONMEBOL) | Chancellor 90' |

| Colombia                            | 3–1                             | Chile       |
| ----------------------------------- | ------------------------------- | ----------- |
| - Borja 19' (ph.đ.), 20' - Díaz 74' | Report (FIFA) Report (CONMEBOL) | Meneses 56' |

| Argentina           | 3–0                             | Bolivia |
| ------------------- | ------------------------------- | ------- |
| Messi 14', 64', 88' | Report (FIFA) Report (CONMEBOL) |         |

| Brasil                     | 2–0                             | Perú |
| -------------------------- | ------------------------------- | ---- |
| - Ribeiro 15' - Neymar 40' | Report (FIFA) Report (CONMEBOL) |      |

### Vòng 11
| Uruguay | 0–0                             | Colombia |
| ------- | ------------------------------- | -------- |
|         | Report (FIFA) Report (CONMEBOL) |          |

| Paraguay | 0–0                             | Argentina |
| -------- | ------------------------------- | --------- |
|          | Report (FIFA) Report (CONMEBOL) |           |

| Venezuela   | 1–3                             | Brasil                                                        |
| ----------- | ------------------------------- | ------------------------------------------------------------- |
| Ramírez 11' | Report (FIFA) Report (CONMEBOL) | - Marquinhos 71' - Gabriel Barbosa 85' (ph.đ.) - Antony 90+5' |

| Ecuador                           | 3–0                             | Bolivia |
| --------------------------------- | ------------------------------- | ------- |
| - Estrada 13' - Valencia 16', 18' | Report (FIFA) Report (CONMEBOL) |         |

| Perú                   | 2–0                             | Chile |
| ---------------------- | ------------------------------- | ----- |
| - Cueva 36' - Peña 64' | Report (FIFA) Report (CONMEBOL) |       |

### Vòng 5
Vòng thứ 5 được dời từ ngày 25 tháng 3 năm 2021 sang ngày 10 tháng 10 năm 2021 do số ca mắc COVID-19 tại Nam Mỹ tăng mạnh.
| Bolivia     | 1–0      | Perú |
| ----------- | -------- | ---- |
| R. Vaca 83' | Chi tiết |      |

| Venezuela                  | 2–1      | Ecuador              |
| -------------------------- | -------- | -------------------- |
| - Machís 45+1' - Bello 64' | Chi tiết | Valencia 37' (ph.đ.) |

| Colombia | 0–0      | Brasil |
| -------- | -------- | ------ |
|          | Chi tiết |        |

| Argentina                                    | 3–0      | Uruguay |
| -------------------------------------------- | -------- | ------- |
| - Messi 38' - De Paul 44' - La. Martínez 62' | Chi tiết |         |

| Chile                     | 2–0      | Paraguay |
| ------------------------- | -------- | -------- |
| - Brereton 69' - Isla 72' | Chi tiết |          |

### Vòng 12
| Bolivia                                                       | 4–0      | Paraguay |
| ------------------------------------------------------------- | -------- | -------- |
| - Ramallo 21' - Villarroel 53' - Ábrego 84' - Fernández 90+4' | Chi tiết |          |

| Colombia | 0–0      | Ecuador |
| -------- | -------- | ------- |
|          | Chi tiết |         |

| Argentina        | 1–0      | Perú |
| ---------------- | -------- | ---- |
| La. Martínez 43' | Chi tiết |      |

| Chile                            | 3–0      | Venezuela |
| -------------------------------- | -------- | --------- |
| - Pulgar 18', 37' - Brereton 73' | Chi tiết |           |

| Brasil                                                 | 4–1      | Uruguay    |
| ------------------------------------------------------ | -------- | ---------- |
| - Neymar 10' - Raphinha 18', 58' - Gabriel Barbosa 83' | Chi tiết | Suárez 77' |

### Vòng 13
| Ecuador        | 1–0      | Venezuela |
| -------------- | -------- | --------- |
| - Hincapié 41' | Chi tiết |           |

| Paraguay | 0–1      | Chile              |
| -------- | -------- | ------------------ |
|          | Chi tiết | - Silva 56' (l.n.) |

| Brasil        | 1–0      | Colombia |
| ------------- | -------- | -------- |
| - Paquetá 72' | Chi tiết |          |

| Perú                                 | 3–0      | Bolivia |
| ------------------------------------ | -------- | ------- |
| - Lapadula 9' - Cueva 31' - Peña 39' | Chi tiết |         |

| Uruguay | 0–1      | Argentina     |
| ------- | -------- | ------------- |
|         | Chi tiết | - Di María 7' |

### Vòng 14
| Bolivia                      | 3–0      | Uruguay |
| ---------------------------- | -------- | ------- |
| - Arce 29', 79' - Moreno 45' | Chi tiết |         |

| Venezuela    | 1–2      | Perú                       |
| ------------ | -------- | -------------------------- |
| - Machís 52' | Chi tiết | - Lapadula 18' - Cueva 65' |

| Colombia | 0–0      | Paraguay |
| -------- | -------- | -------- |
|          | Chi tiết |          |

| Argentina | 0–0      | Brasil |
| --------- | -------- | ------ |
|           | Chi tiết |        |

| Chile | 0–2      | Ecuador                           |
| ----- | -------- | --------------------------------- |
|       | Chi tiết | - Estupiñán 9' - M. Caicedo 90+3' |

### Vòng 15
| Ecuador    | 1–1                             | Brasil      |
| ---------- | ------------------------------- | ----------- |
| Torres 75' | Report (FIFA) Report (CONMEBOL) | Casemiro 6' |

| Paraguay | 0–1                             | Uruguay    |
| -------- | ------------------------------- | ---------- |
|          | Report (FIFA) Report (CONMEBOL) | Suárez 50' |

| Chile        | 1–2                             | Argentina                         |
| ------------ | ------------------------------- | --------------------------------- |
| Brereton 21' | Report (FIFA) Report (CONMEBOL) | - Di María 10' - La. Martínez 34' |

| Colombia | 0–1                             | Perú       |
| -------- | ------------------------------- | ---------- |
|          | Report (FIFA) Report (CONMEBOL) | Flores 85' |

| Venezuela                           | 4–1                             | Bolivia     |
| ----------------------------------- | ------------------------------- | ----------- |
| - Rondón 24', 34', 67' - Machís 55' | Report (FIFA) Report (CONMEBOL) | Miranda 38' |

### Vòng 16
| Bolivia                    | 2–3      | Chile                          |
| -------------------------- | -------- | ------------------------------ |
| - Enoumba 37' - Moreno 88' | Chi tiết | - Sánchez 14', 86' - Núñez 77' |

| Uruguay                                                                   | 4–1      | Venezuela       |
| ------------------------------------------------------------------------- | -------- | --------------- |
| - Bentancur 1' - De Arrascaeta 23' - Cavani 45+1' - L. Suárez 53' (ph.đ.) | Chi tiết | J. Martínez 65' |

| Argentina        | 1–0      | Colombia |
| ---------------- | -------- | -------- |
| La. Martínez 29' | Chi tiết |          |

| Brasil                                                   | 4–0      | Paraguay |
| -------------------------------------------------------- | -------- | -------- |
| - Raphinha 28' - Coutinho 62' - Antony 86' - Rodrygo 88' | Chi tiết |          |

| Perú       | 1–1      | Ecuador    |
| ---------- | -------- | ---------- |
| Flores 69' | Chi tiết | Estrada 2' |

### Vòng 17
| Uruguay             | 1–0                             | Perú |
| ------------------- | ------------------------------- | ---- |
| - De Arrascaeta 42' | Report (FIFA) Report (CONMEBOL) |      |

| Colombia                           | 3–0                             | Bolivia |
| ---------------------------------- | ------------------------------- | ------- |
| - Díaz 39' - Borja 72' - Uribe 90' | Report (FIFA) Report (CONMEBOL) |         |

| Brasil                                                                                  | 4–0                             | Chile |
| --------------------------------------------------------------------------------------- | ------------------------------- | ----- |
| - Neymar 44' (ph.đ.) - Vinícius Júnior 45+1' - Coutinho 72' (ph.đ.) - Richarlison 90+1' | Report (FIFA) Report (CONMEBOL) |       |

| Paraguay                                            | 3–1                             | Ecuador                  |
| --------------------------------------------------- | ------------------------------- | ------------------------ |
| - Morales 10' - Hincapié 45+6' (l.n.) - Almirón 54' | Report (FIFA) Report (CONMEBOL) | - J. Caicedo 85' (ph.đ.) |

| Argentina                                 | 3–0                             | Venezuela |
| ----------------------------------------- | ------------------------------- | --------- |
| - González 34' - Di María 79' - Messi 82' | Report (FIFA) Report (CONMEBOL) |           |

### Vòng 18
| Perú                      | 2–0                             | Paraguay |
| ------------------------- | ------------------------------- | -------- |
| - Lapadula 5' - Yotún 42' | Report (FIFA) Report (CONMEBOL) |          |

| Venezuela | 0–1                             | Colombia                |
| --------- | ------------------------------- | ----------------------- |
|           | Report (FIFA) Report (CONMEBOL) | Rodríguez 45+4' (ph.đ.) |

| Bolivia | 0–4                             | Brasil                                                 |
| ------- | ------------------------------- | ------------------------------------------------------ |
|         | Report (FIFA) Report (CONMEBOL) | - Paquetá 24' - Richarlison 45', 90+1' - Guimarães 66' |

| Chile | 0–2                             | Uruguay                        |
| ----- | ------------------------------- | ------------------------------ |
|       | Report (FIFA) Report (CONMEBOL) | - L. Suárez 79' - Valverde 90' |

| Ecuador        | 1–1                             | Argentina   |
| -------------- | ------------------------------- | ----------- |
| Valencia 90+3' | Report (FIFA) Report (CONMEBOL) | Álvarez 24' |

### Đá lại vòng 6
| Brasil | Hủy bỏ                          | Argentina |
| ------ | ------------------------------- | --------- |
|        | Report (FIFA) Report (CONMEBOL) |           |

## Play-off liên lục địa
Các trận đấu vòng play-off liên lục địa được xác định thông qua một cuộc bốc thăm vào ngày 26 tháng 11 năm 2021. Đội xếp thứ năm từ CONMEBOL được bắt cặp thi đấu với đội thắng vòng 4 của AFC. Trận play-off diễn ra dưới hình thức một lượt trận tại Qatar vào ngày 13 tháng 6 năm 2022.
| Đội 1 | Tỉ số                | Đội 2 |
| ----- | -------------------- | ----- |
| Úc    | 0–0 (s.h.p.) (5–4 p) | Perú  |

## Các đội tuyển vượt qua vòng loại

Giành quyền tham dự vòng chung kết
Không vượt qua vòng loại
Không phải là thành viên CONMEBOL

Dưới đây là bốn đội tuyển từ CONMEBOL đã vượt qua vòng loại để tham dự vòng chung kết.
| Đội tuyển | Tư cách vượt qua vòng loại | Ngày vượt qua vòng loại | Tham dự giải vô địch bóng đá thế giới lần trước1                                                                                  |
| --------- | -------------------------- | ----------------------- | --- |
| Brasil    | Hạng 1                     | 11 tháng 11 năm 2021    | 21 (1930, 1934, 1938, 1950, 1954, 1958, 1962, 1966, 1970, 1974, 1978, 1982, 1986, 1990, 1994, 1998, 2002, 2006, 2010, 2014, 2018) |
| Argentina | Hạng 2                     | 16 tháng 11 năm 2021    | 17 (1930, 1934, 1962, 1966, 1974, 1978, 1982, 1986, 1990, 1994, 1998, 2002, 2006, 2010, 2014, 2018)                               |
| Uruguay   | Hạng 3                     | 24 tháng 3 năm 2022     | 13 (1930, 1950, 1954, 1962, 1966, 1970, 1974, 1986, 1990, 2002, 2010, 2014, 2018)                                                 |
| Ecuador   | Hạng 4                     | 24 tháng 3 năm 2022     | 3 (2002, 2006, 2014) |

1 Chữ đậm thể hiện nhà vô địch năm đó. Chữ nghiêng thể hiện chủ nhà năm đó.

## Cầu thủ ghi bàn
Đã có 223 bàn thắng ghi được trong 89 trận đấu, trung bình 2.51 bàn thắng mỗi trận đấu.
10 bàn thắng
- Marcelo Moreno

8 bàn thắng
- Neymar
- Luis Suárez

7 bàn thắng
- Lautaro Martínez
- Lionel Messi

6 bàn thắng
- Richarlison
- Michael Estrada

5 bàn thắng
- Alexis Sánchez
- Christian Cueva
- Giorgian de Arrascaeta

4 bàn thắng
- Arturo Vidal
- Miguel Borja
- Enner Valencia
- Ángel Romero
- Salomón Rondón

3 bàn thắng
- Ángel Di María
- Nicolás González
- Juan Carlos Arce
- Philippe Coutinho
- Roberto Firmino
- Lucas Paquetá
- Raphinha
- Ben Brereton
- Erick Pulgar
- Luis Díaz
- Luis Muriel
- Gonzalo Plata
- André Carrillo
- Gianluca Lapadula
- Darwin Machís

2 bàn thắng
- Joaquín Correa
- Antony
- Gabriel Barbosa
- Marquinhos
- Éverton Ribeiro
- James Rodríguez
- Mateus Uribe
- Moisés Caicedo
- Pervis Estupiñán
- Ángel Mena
- Félix Torres
- Alejandro Romero Gamarra
- Edison Flores
- Sergio Peña
- Renato Tapia
- Edinson Cavani
- Federico Valverde
- Jhon Chancellor

1 bàn thắng
- Julián Álvarez
- Ángel Correa
- Rodrigo De Paul
- Leandro Paredes
- Cristian Romero
- Víctor Ábrego
- Diego Bejarano
- Boris Céspedes
- Marc Enoumba
- Roberto Fernández
- Bruno Miranda
- Rodrigo Ramallo
- Fernando Saucedo
- Ramiro Vaca
- Moisés Villarroel
- Arthur
- Casemiro
- Bruno Guimarães
- Rodrygo
- Vinícius
- Mauricio Isla
- Jean Meneses
- Marcelino Núñez
- Juan Cuadrado
- Radamel Falcao
- Jefferson Lerma
- Roger Martínez
- Yerry Mina
- Duván Zapata
- Robert Arboleda
- Xavier Arreaga
- Beder Caicedo
- Jordy Caicedo
- Carlos Gruezo
- Piero Hincapié
- Miguel Almirón
- Gastón Giménez
- David Martínez
- Robert Morales
- Antonio Sanabria
- Luis Advíncula
- Yoshimar Yotún
- Agustín Álvarez
- Rodrigo Bentancur
- Maxi Gómez
- Darwin Núñez
- Gastón Pereiro
- Eduard Bello
- Luis Mago
- Josef Martínez
- Eric Ramírez
- Yeferson Soteldo

1 bàn phản lưới nhà
- José María Carrasco (trong trận gặp Brasil)
- Piero Hincapié (trong trận gặp Paraguay)
- Antony Silva (trong trận gặp Chile)